# Тамарисковая песчанка
Тамарисковая песчанка (лат. Meriones tamariscinus) — вид грызунов из подсемейства песчанковых.

## Внешний вид
У тамарисковой песчанки относительно крупные размеры тела: Длина тела 140—175 мм, длина хвоста 125—160 мм (около 80 % размера тела), вес тела 100—130 г.
Окрас верха тела и боков яркий, от буровато-светло-шоколадного или охристо-рыжеватого до светло-рыжеватого. Бока немного светлее спины, ярко-рыжего оттенка. Между белым брюхом и боками резкая граница. Над глазом хорошо заметное белое пятно, за ухом — менее выражено. Подошвы ног покрыты короткими волосами, белесыми спереди и по бокам, а в центре хорошо заметно бурое пятно. Хвост резко двухцветный и слабо опушен, волоски чуть удлиняются на конце, образуя буроватую кисточку.

## Ареал
Граница ареала извилистая по причине распространения вдоль рек и озёр. Тамариска распространена от западного и северо-западного Прикаспия до котловины озера Зайсан, Джунгарии и Джунгарской Гоби на окраине Монголии; на юг до Тянь-Шаня, причем южнее Аральского моря и в южном Казахстане обитает только вдоль крупных рек Амударьи, Сырдарьи, Или, Иртыша. По притокам Амударьи и Сырдарьи проникает языками в горы Киргизии и Таджикистана. В России встречается в Нижнем Поволжье, Калмыкии и Дагестане.

## Образ жизни
Тамариска селится в разнообразных местах, чаще всего обусловленных неровностями рельефа: под кустами, на склонах бугров, на уплотненных песчаных почвах, в засоленных низинах с глинистой почвой, реже среди заброшенных посёлков и в жилых постройках.
Активны в ночное и сумеречное время, зимой также и в дневное.
Норы по устройству простые, с 3—5 входами, длиной до 6 метров, диаметром 6—8 см. Гнездовая камера расположена на глубине 50—130 см и диаметром 20 см. Зимние норы глубже, могут достигать 250 см.
Питаются тамариски семенами травянистых растений и кустарников, ягодами, цветами, плодами, корневищами и клубнями

## Размножение
В волжско-уральских песках период размножения песчанок длится с апреля по октябрь. В более южных районах (Терско-Кумское междуречье, долина р. Амударьи, Ферганская долина) размножение начинается в январе-феврале. На севере ареала размножение начинается в конце февраля — начале марта. Период размножения длится 6 месяцев. За этот период тамариска приносит 2—3 выводка по 4—5 детенышей в каждом.